# Iso-Palannes
Iso-Palannes är en sjö i kommunen Virdois i landskapet Birkaland i Finland. Arean är 14 hektar och strandlinjen är 2,32 kilometer lång.  Den  ingår i Kumo älvs huvudavrinningsområde.  Sjön ligger omkring 84 kilometer norr om Tammerfors och omkring 230 kilometer norr om Helsingfors. 
I sjön finns ön Sarva. 